# خوالکوویتسه (ناحیه ویشکوف)
خوالکوویتسه (به چکی: Chvalkovice) یک منطقهٔ مسکونی در جمهوری چک است که در ناحیه ویشکوو واقع شده‌است. خوالکوویتسه ۶٫۹۴ کیلومتر مربع مساحت و ۲۸۲ نفر جمعیت دارد و ۳۳۷ متر بالاتر از سطح دریا واقع شده‌است.